# Mycaranthes mindanaensis
Mycaranthes mindanaensis är en orkidéart som först beskrevs av Oakes Ames, och fick sitt nu gällande namn av James Edward Cootes och Wally Suarez. Mycaranthes mindanaensis ingår i släktet Mycaranthes och familjen orkidéer. Inga underarter finns listade i Catalogue of Life.